# Variovorax rhizosphaerae
Variovorax rhizosphaerae es una bacteria gramnegativa del género Variovorax. Fue descrita en el año 2018. Su etimología hace referencia a rizosfera. Es aerobia y móvil por flagelo polar. Tiene un tamaño de 0,3-0,5 μm de ancho por 0,8-1,6 μm de largo. Catalasa y oxidasa positivas. Forma colonias circulares, convexas, lisas y de color amarillo pálido en agar R2A tras 3 días de incubación. No crece en TSA, LB ni MacConkey. Temperatura de crecimiento entre 4-35 °C, óptima de 28-30 °C. Se ha aislado de la rizosfera de la planta Robinia pseudoacacia en Corea del Sur. 